# عقاب (فیلم ۱۹۵۹)
عقاب (به لهستانی: Orzeł) یک فیلم جنگی به کارگردانی لئونارد بوچکوفسکی است که در سال ۱۹۵۹ منتشر شد.

## گزیدهٔ بازیگران
- وینچیسواف گلینسکی
- یان ماخولسکی
- تادئوش گِـویازدوفسکی
- یژی نوواک
- استانیسواف باریا
- استانیسواف میلسکی
- زیگمونت هیبنر
- ایگناتسی ماخوفسکی
- برونیسواف پاولیک
- یوزف وُدینسکی
- یوزف دوریاش
- الکساندر سِـوْروک
- هنریک بانک
- یانوش کوئوشینسکی
- ائوگنیوش کامینسکی